# Kristóf Wossala
Kristóf Wossala (1988) es un deportista húngaro que compite en vela en la clase Soling. Ganó una medalla en el Campeonato Mundial de Soling de 2024 y cuatro medallas en el Campeonato Europeo de Soling entre los años 2007 y 2024.

## Palmarés internacional
| Campeonato Mundial | Campeonato Mundial          | Campeonato Mundial | Campeonato Mundial |
| Año                | Lugar                       | Medalla            | Clase              |
| ------------------ | --------------------------- | ------------------ | ------------------ |
| 2024               | Hankø (Noruega)             | Medalla de oro     | Soling             |
| Campeonato Europeo |                             |                    |                    |
| Año                | Lugar                       | Medalla            | Clase              |
| 2007               | Arendal (Noruega)           | Medalla de plata   | Soling             |
| 2018               | Alsóörs (Hungría)           | Medalla de plata   | Soling             |
| 2021               | Mandello del Lario (Italia) | Medalla de bronce  | Soling             |
| 2024               | La Baule (Francia)          | Medalla de plata   | Soling             |